# Sèrge Brou
Sèrge Brou (sinh ngày 2 tháng 6 năm 1991) là một cầu thủ bóng đá người Bờ Biển Ngà thi đấu cho S.C. Farense.

## Sự nghiệp câu lạc bộ
Anh ra mắt chuyên nghiệp tại Giải bóng đá hạng nhất quốc gia Bồ Đào Nha cho UD Oliveirense vào ngày 23 tháng 1 năm 2016 trong trận đấu trước C.D. Santa Clara.